# Кихеј
Кихеј (енгл. Kihei) насељено је место за статистичке потребе у америчкој савезној држави Хаваји. По попису становништва из 2010. у њему је живело 20.881 становника.

## Демографија
Према попису становништва из 2010. у граду је живело 20.881 становника, што је 4.132 (24,7%) становника више него 2000. године.
| Група             | 2000.         | 2010.         |
| Белци             | 7.575 (45,2%) | 9.836 (47,1%) |
| Афроамериканци    | 124 (0,7%)    | 244 (1,2%)    |
| Азијати           | 4.140 (24,7%) | 4.533 (21,7%) |
| Хиспаноамериканци | 1.259 (7,5%)  | 2.198 (10,5%) |
| Укупно            | 16.749        | 20.881        |